# Verniolle
 Verniolle  es una población y comuna francesa, en la región de Mediodía-Pirineos, departamento de Ariège, en el distrito de Pamiers y cantón de Varilhes.

## Demografía
| 967 | 1142 | 1302 | 1540 | 1836 | 2022 |
| Para los censos de 1962 a 1999 la población legal corresponde a la población sin duplicidades (Fuente: INSEE [Consultar]) |      |      |      |      |      |